# アストンマーティン・ヴィラージュ

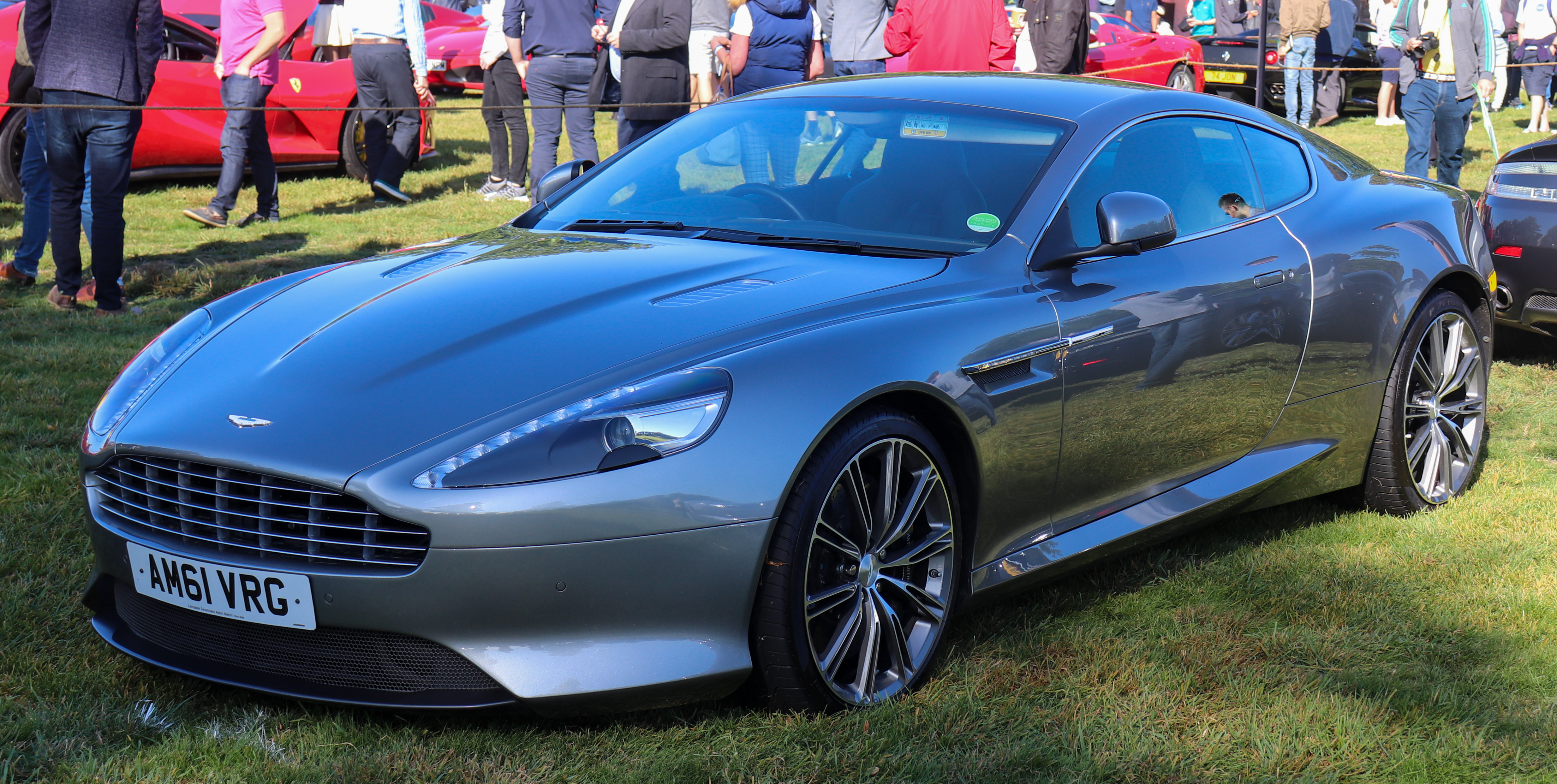
ヴィラージュ V12（2011年モデル）

ヴィラージュ（Virage ）はイギリスの高級スポーツカーメーカー・アストンマーティンが生産していた大型スポーツカーである。

## 概要
1967年以来生産されていたものの、アストンマーティンの度重なる経営悪化により20年に至るまでマイナーチェンジのみで生き永らえ、ライバルに対して旧態化が著しかったV8シリーズの後継車種として、1988年の英国国際モーターショーに登場し、翌1989年に生産開始された。
1993年に登場した高性能版はヴィラージュのサブネームを与えられず単にアストンマーティン・ヴァンテージと命名され、ノーマル版も1996年以降はアストンマーティン・V8と呼ばれるようになり、ヴィラージュという名称は結局、短期間しか用いられなかった。2011年に、ヴィラージュの名を冠したV型12気筒モデルが登場した。

## 初代 (1989年-2000年)
1980年代にデザインされただけあって、空力を意識したエクステリアデザインは前身であるV8シリーズからはるかに近代化されたが、エンジンやサスペンション、シャシー等基本構成は旧型譲りであった。旧来の設計と製造方式を踏襲したこともあり、車両重量1,790kgに達していたが、強力なエンジンパワーによって最高速度は254km/hに達した。
エクステリアデザインは近代化されたものの、フロントグリル以外アストンマーティンらしい個性が希薄で、1994年にフォード傘下に入って初めて登場する、完全に新設計されてジャガーのメカニカルコンポーネンツを多用したDB7の方が、むしろ伝統的なアストンマーティンのデザインのディテールを再現してエレガントであると評価された。
個性に乏しいデザインの一因は、コスト削減のため多くの外装部品を社外の量産車から流用していたことにあり、例えばヘッドライトがアウディ・200、テールライトはフォルクスワーゲン・シロッコのもので、前後いずれから見ても既視感があったことも致し方なかった。
また、内装部品にもフォードやジャガー、そしてゼネラルモーターズの部品が、ステアリングコラムやエアコン操作パネル、各種スイッチ類など多くの個所に流用されていた。

### 派生車種
DB7がオックスフォード州ブロクスハムの新工場で生産されたのに対し、ヴィラージュ系は旧来からのニューポートパグネル工場で、旧来の方式で少数生産を継続した。各種の限定・特注生産車やスペシャルモデルも作られた。
2+2座オープンモデルのヴィラージュ・ヴォランテ（Virage Volante ）は1992年に登場し、1996年までに224台（一説には233台）生産された。1997年から2000年まではV8・ヴォランテとして63台が生産された。
アストンマーティンは1992年1月から、ヴィラージュに AMR1用6347cc500PSエンジンに載せ換えるサービスを開始した。このエンジンを搭載したヴィラージュ6.3の最高速度は282km/hに達した。
1992年からは「シューティング・ブレーク」も限定生産された。また、4ドアの「ラゴンダ」も顧客の特別注文に応じて生産された。
1993年には高性能版が単にアストンマーティン・ヴァンテージという名称で登場した。スタイリングはより精悍なものに改められ、5300ccV8エンジンにはスーパーチャージャーが与えられて550PSに強化され、最高速度は320km/hと公表された。0-60マイル加速は4.2秒となった。1998年にはエンジン出力は600PSとなりヴァンテージ・V600に発展した。
通常のヴィラージュも1996年からV8クーペと改名され、349PSエンジンを搭載し、2000年までに101台が作られた。
1999年にはル・マン24時間レース優勝40周年を記念してV8ヴァンテージ・ルマンが40台限定生産された。オプションを含めると定価が50万米ドルを越えたこのモデルの最高出力は612PSで最高速度320km/hは変わらないものの、0-60マイル加速は3.9秒に短縮された。
ヴィラージュ系の最終モデルはV8ヴァンテージ・ヴォランテで9台が2000年に生産された。

## 2代目 (2011年 - 2013年)

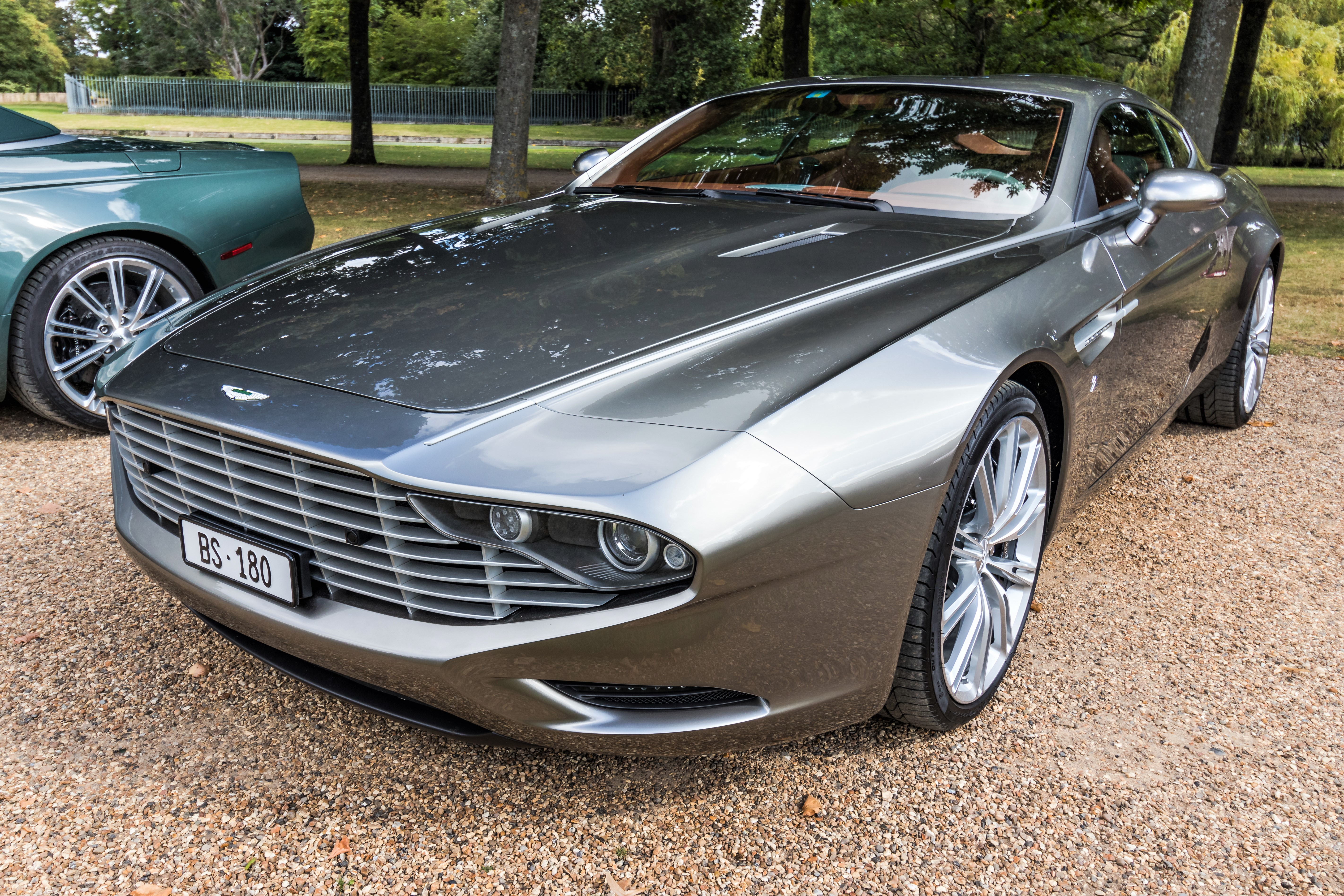
ヴィラージュ・シューティングブレーク・ザガート・センテニアル

2011年3月、11年ぶりにヴィラージュの名を冠したモデルが復活。フラッグシップラインDBSとベーシックラインDB9との中間モデルにあたる。最高出力は490HPでDB9の470HPとDBSの510HPの中間値を発生させ、最高速度は299km/hと公称される。クーペとヴォランテが用意される。日本国内へは同年7月に導入が発表された。
2013年、DB9がビッグマイナーチェンジを行い、そのモデルが実質的なヴィラージュ後継モデルとなり、モデル名としてのヴィラージュはわずか2年で消滅した。
2014年、ザガートがワンオフモデルとなる「ヴィラージュ・シューティングブレーク・ザガート・センテニアル」を発表した。このモデルはヨーロッパのコレクターが依頼したもので、2013年発表のDBSクーペ・ザガート・センテニアル、DB9スパイダー・ザガート・センテニアルに続く3作目で、デザインはオリジナルのヴィラージュと大きく異なっている。